# Ermita de San Miguel (San Vicente de Labuerda)

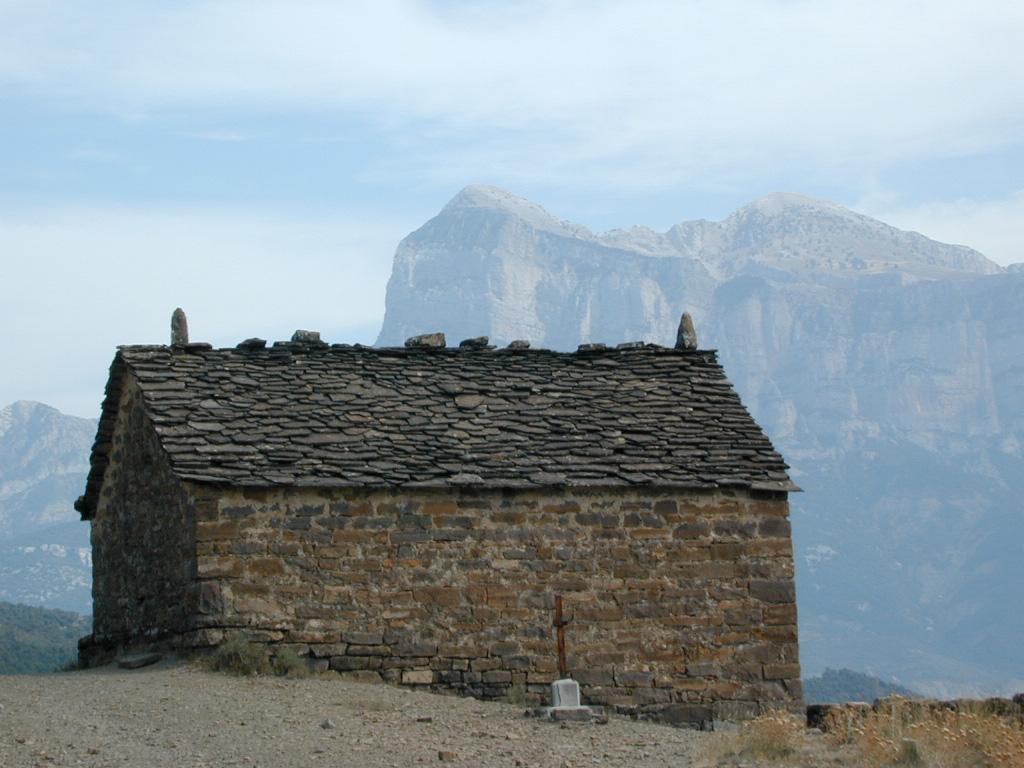
Ermita de San Miguel, San Vicente de Labuerda, Huesca.

La ermita de San Miguel es un pequeño y modesto edificio religioso que se encuentra en la localidad pirenaica aragonesa de San Vicente de Labuerda, aldea del municipio de Labuerda, Sobrarbe, provincia de Huesca, Aragón, España.
Está situada en las proximidades del cementerio, visible desde la iglesia parroquial, de la que dista 1 kilómetro aproximadamente. El camino está jalonado por un vía crucis que finaliza en la ermita. 
Fue construida en 1779.

## Descripción
Se trata de un edificio de planta rectangular construido en mampostería con cabecera recta con cubierta de loseta que vierte a dos aguas. Al interior de la nave se cubre con bóveda de cañón corrido y el suelo está pavimentado con losas de piedra, existiendo una elevación en la zona del altar.
El acceso se halla a los pies de la nave, mediante una puerta adintelada sobre la que hay una ventana en cuyo friso aparece reflejada la fecha de 1779.